# Mysterious Times
Mysterious Times è un singolo dell'anno 2004 del dj italiano Maurizio Braccagni, in arte DJ Lhasa.

## Tracce
1. Mysterious Times (Ma.Bra. Edit Mix) 3:25
2. Techno Beat (Ma.bra. Edit Mix) 3:18
3. Mysterious Times (Extended Mix) 6:23
4. Techno Beat (Extended Mix) 5:08
5. Dj Lhasa Free Samples #4 5:47